# Nanying (sockenhuvudort i Kina, Hubei Sheng, lat 31,73, long 112,29)
Nanying (kinesiska: 南营街道) är en sockenhuvudort i Kina. Den ligger i provinsen Hubei, i den centrala delen av landet, omkring 230 kilometer nordväst om provinshuvudstaden Wuhan. Antalet invånare är 42 060. Befolkningen består av 20 908 kvinnor och 21 152 män. Barn under 15 år utgör 13,0 %, vuxna 15-64 år 77 %, och äldre över 65 år 8,0 %.
Runt Nanying är det ganska tätbefolkat, med 248 invånare per kvadratkilometer. Närmaste större samhälle är Zhengji, 9,6 km söder om Nanying. Trakten runt Nanying består till största delen av jordbruksmark.
Genomsnittlig årsnederbörd är 1 060 millimeter. Den regnigaste månaden är augusti, med i genomsnitt 176 mm nederbörd, och den torraste är december, med 19 mm nederbörd.